# 物業管理

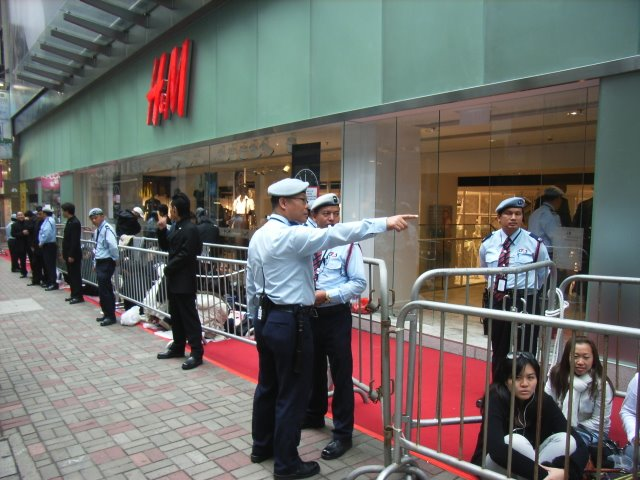
香港的物業保安員

物業管理或稱房地產管理是房地产行业的一種增值服務，除了提供建築物內的勞務與服務，延續建築物的寿命與使用之基本需求外，亦可藉由經營與維護而增加收入，並提升不動產與土地的價值。专门提供物业管理服务的公司称为物业公司。
物業管理是經由專業人力資源於任職社區之中，對建築物施行管理與維護、與付費使用者定期溝通，目的在於使（篩選、聘用、訓練）具備良好素質的人員提供管理服務後，付費使用者享有安全、健康、舒適、清潔、環保、便利及良好機能的生活暨工作空間。資產與物業管理行業是台灣及香港未來最有發展潛力的行業之一，在台灣年產值超過一千億台幣以上，加上新世代趨勢廣泛打造智慧建築及高端物業, 物業管理人才需求龐大，畢業生在職場供不應求。
物業管理所含服務項目有：
- 警衛保安
- 清潔勞務
- 住客會所保養
- 設備設施（電力、空調、升降機、給排水、保全系統等）之維護、修理、保養與記錄
- 園藝

## 定義

### 物業之意義
所謂「物業」者，乃指不同型態不動產之泛稱，包括土地型態或建物（建築物）型態均為「物業」。若以建物使用型態區分，則分有：
- 商業物業：商業大樓、辦公大樓
- 商店物業：商場、商店街、購物中心
- 工業物業：工業大廈、大型廠房
- 住宅物業：住宅大樓、大型社區、別墅
- 專用物業：酒店、醫院、百貨公司、學校
- 休閒物業：渡假村、俱樂部、遊樂場
- 公共物業：公園、車站、大會堂、運動場
- 綜合物業：在同一建物內有一種以上之使用型態者

上列各種物業之例，亦包含設定使用型態之「待開發」、「開發中」之土地在內
物業管理之範疇「物業管理」之服務範疇可分為「投資管理」與「建築物管理」：
㈠ 投資管理：其目的是要創造或提高物業之附加使用效益與價值，為所有權人創造最大之不動產投資報酬，其主要之業務內容包括：
1. 物業投資開發可行性評估：例如土地開發，使用型態可行性研究，建物重建、改建或整修計劃，投資分析等相關作業項目，以提供業主作為投資決策之依據。
2. 物業使用規劃及代理執行：針對專案之管理，提供已設定使用型態之使用規劃作深度分析與建議，協助業主選聘各項工程專家顧問，並同時擔任業主代表以協調、監督所有計劃，確定能在預算中如期完工，以達成業主之目標。
3. 租賃管理及仲介銷售：包括提供出售、出租及抵押時不動產之價格鑑定，區域市場分析，交易程序之顧問諮詢等相關服務項目，促成業主達成取得或處置建物之目的。

㈡ 建築物管理：其目的是對物業之實體設施，作有效機能維持正常運作之監督控制，讓使用者擁有高品質之建物使用環境，並為所有權人維持且保有建築物之最高價值，主要業務內容包括：
1. 安全管理：如防災演練（災難防範、避難訓練、救災演習）、保全警戒（崗哨警戒、巡邏警戒、機動警戒、集中監控）及公共事務（出入管理、傳達文書、公共安全檢修監督）等。
2. 設備管理：如機電維修（電氣設備、供水設備、消防設備、昇降設備、監控設備）、空調維修（冷凍主機、冷卻水塔、送排風機、配送管路) 及建物診斷（設備診斷、修繕計劃、營繕工事）等。
3. 衞生管理：如廢棄物管理、病蟲防治、空氣診斷、水質管理、建材保養等。
4. 行政及財務管理：如人員配置、會計制度、行政作業、年度預算、執行程序等。
5. 代理及生活服務：如代繳水電費、諮詢顧問 (法律諮詢、稅務處理、代書服務）、及社區活動（社區社團、社區刊物、遊覽旅行、節慶聯誼）等

## 各地区

### 中華人民共和國
基本根據2003年制訂的《中华人民共和国物业管理条例》施行運作，物業公司違反法規的懲處極重。各省訂有省一級的物業管理條例，但基本與國務院母法相同，略有不同處也沒有相左情形，原則上以各省特殊民情處理的增訂條款為主。
條例包含成立业主大会等權責以及选聘和解聘物业公司的程序，2007、2016、2018年三次有修改若干內容，其中第十七條明定管理规约对全体业主具有约束力，不論該業主個人對制定完成的社區公約贊同與否，此為剛性法律條款與一些其他國家的慣例不同成為許多海外歸國人士忽略點，而有些國家甚至並無法定的物业管理条例之類法律。

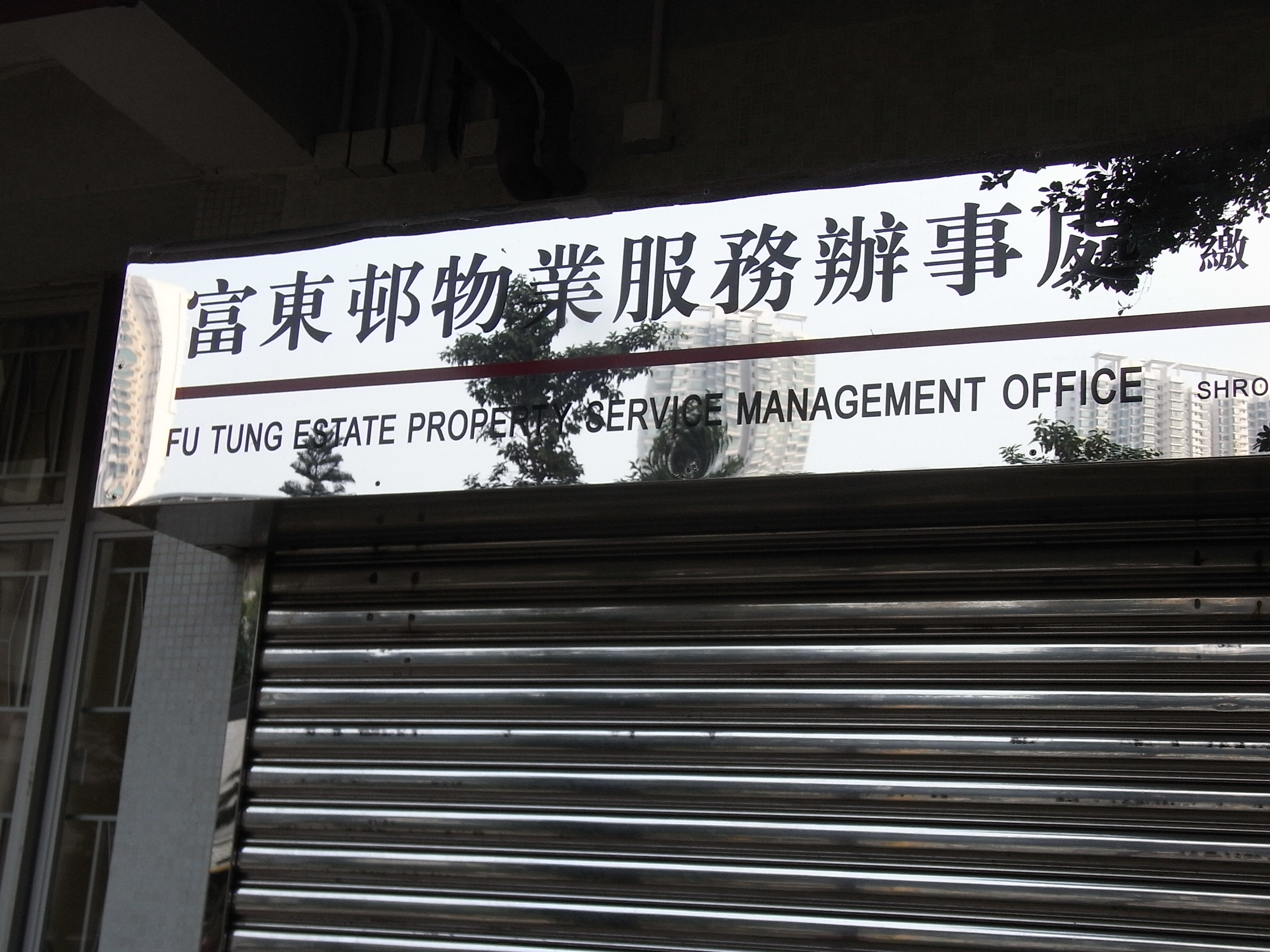
香港一物業公司常駐社區管理室

#### 香港特區
物業管理公司於香港的發展較早，但處於行業自主管理為主，2015年曾經有一家管理公司於投標建議書內，言明屋苑管理的『收益全數直接存入法團戶口，法團無須先付營運基金予管理公司，管理公司收費下期呈報支取。』值得其他同業借鏡。物業管理也是一門生意，管理公司集團應該擁有合理投資資金，以支持集團的營運。不應全部要求業主立案法團預付按金作營運支出，多間管理公司的服務範疇較十多年前更專業和多樣化，明顯看到物業管理的良性競爭。而近年的進步或因香港政府已訂立最低工資所致。
大學近年來開始為物業管理人員提供碩士課程,例如，香港樹仁大學與台灣華夏科技大學從2018年開辦資產與物業管理碩士 （页面存档备份，存于）
直到2016年通過香港特區《物業管理服務條例》後有法律可依，香港房屋經理學會會長陳志球博士表示︰「條例的通過，只是訂立完善發牌制度的第一步，往後如何發展及推動發牌機制才更為重要。學會於制訂有關條例內容時曾提出不少有關行業的專業意見，學會代表亦希望在即將成立的監管局中繼續代表物業管理行業及房屋經理的主要專業團體之一，若監管局能善用學會的專長和代表性，必能相得益彰。」

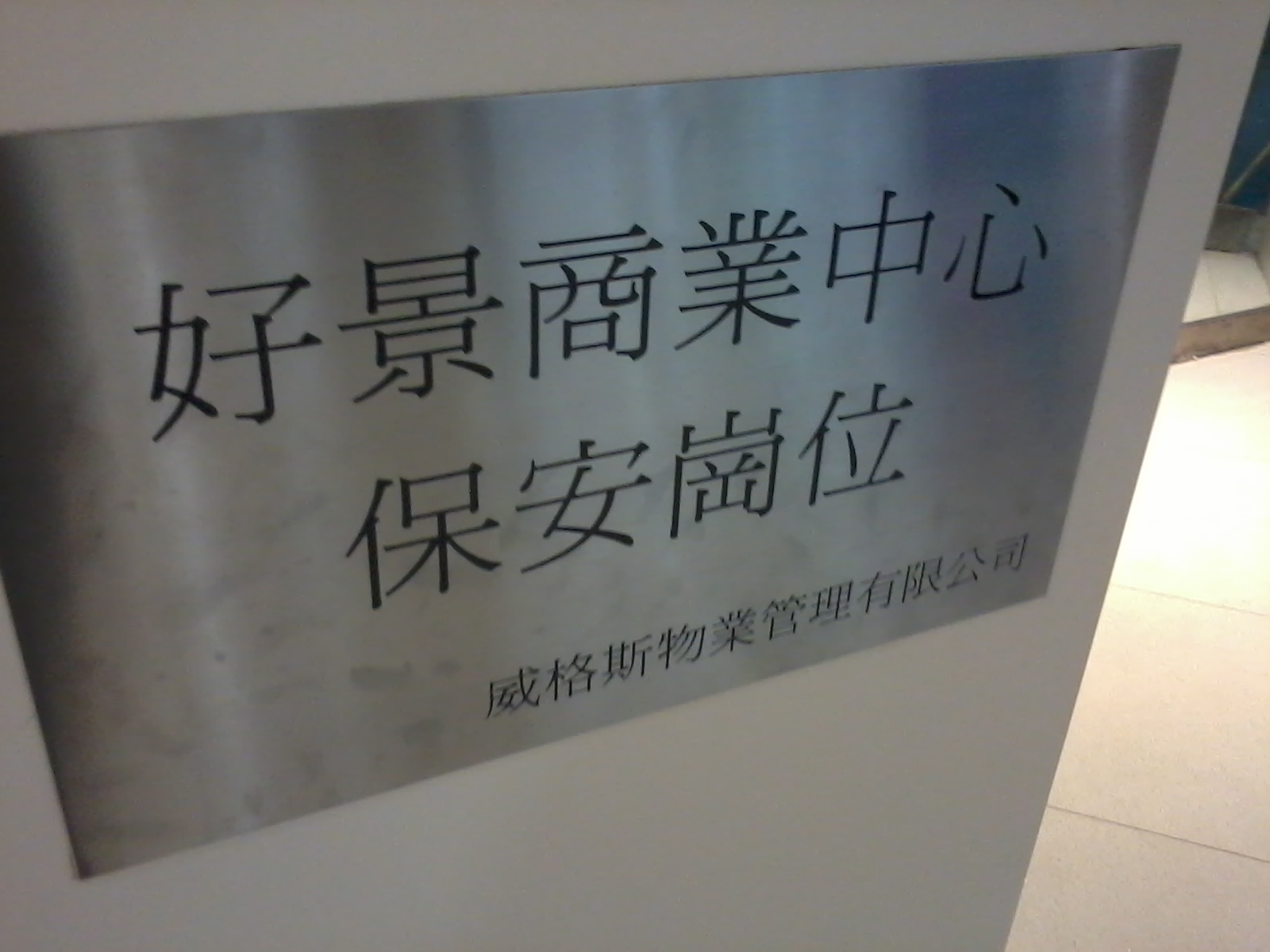
一個物業保安座位亭

### 中華民國(臺灣)
依據2003年中華民國行政院核定《服務業發展綱領及行動方案》，臺灣現行物業管理服務業依其服務項目分為三類：
- 建築物與環境的使用管理與維護；提供使用者建築物與環境之管理維護、清潔、保全、公安、消安及附屬設施檢修等服務範疇。
- 生活與商業支援服務；提供使用者物業代辦及諮詢服務、行政事務管理、商業支援、食衣住行育樂等生活產品及社區通路、照顧服務、宅配物流等生活服務範疇。
- 資產管理：提供給使用者的是不動產的經營管理顧問、開發租賃及投資管理等服務範疇。

中華物業管理協會 （页面存档备份，存于）於2004年將物業管理概念帶入國家行動綱領及旗艦計畫，啟動台灣物業管理進步機制，並以人才培育為首要步驟，於2005年集出版台灣物業管理發展概論 （页面存档备份，存于）一書，該書集合建築、環保、地政、勞工職訓技檢、科技，讓民眾更了解物業產業。

中華物業管理協會彙整之完整範疇概念說明
- 物業管理企業概念：基於物業管理業務範疇邏輯分析概念，可以用基本服務隨著生活品質提高及便利性衍生之生活服務，以至資產管理及物業金融投資管理服務。因此從事事務管理企業相關概念應為：

1. 物業管理事業（簡稱物管業）：係指自然人或法人承受業主、業主委員或政府機關之雇用或委託，以統一窗口方式管理其物業及其委託之物業所提供服務之事業。
2. 物業管理公司（簡稱物管公司）係指依據公司法成立，經營物業綜合管理事業之公司（區分為綜合物業管理與專項物業管理公司）。
3. 物業專項服務事業（以下簡稱物服業）：係指自然人或法人為業主、業主委員會或政府機關提供物業服務業務之事業。
4. 物業管理諮詢顧問公司：針對物業軟、硬體建置、使用及維護，提供業主、業主委員會或政府機關相關之管理規劃、諮詢及顧問服務之公司。

- 物業管理企業服務範圍分級及相關之專項服務事業，物業管理企業統一窗口所提供之服務項目分為三級：

1. 第三級（最為廣義定義，包含第一、二級項目）：包含物業管理經營顧物、物業開發租賃、物業金融及物業投資管理等。

## 爭議與缺點
由於物業管理涉及利益與金額龐大，常衍生以下爭議與缺點：
- 圍標：串通投標以取得合約
- 給予回扣：住宅物業管理公司通常由該社區的管理委員會做最終決定與簽約，部分不良業者，可能給予回扣賄絡部分管理委員。其中一種方式為，每年給予一至二個月的合約金額做為回扣金，故這些委員即希望合約金額越高越好，但造成其他住戶極大損失。

## 相關条目
- 業主立案法團